# Plana (Sjenica)
Plana (Servisch cyrillisch Плана) is een plaats in de Servische gemeente Sjenica. De plaats telt 37 inwoners (2002).